# Mörkryggig myrtörnskata
Mörkryggig myrtörnskata (Thamnophilus stictocephalus) är en fågel i familjen myrfåglar inom ordningen tättingar.

## Utseende och läte
Mörkryggig myrtörnskata är en liten myrtörnskata. Hanen är mestadels grå, med svart hjässa och svarta vingar och stjärt med vita fläckar. Honan är mestadels roströd med vitaktig undersida. Ögonen är till skillnad från liknande arter ljusa. Sången består av en serie nasala toner som avslutas med ett skallrande ljud.

## Utbredning och systematik
Mörkryggig myrtörnskata delas in i två underarter:
- Thamnophilus stictocephalus stictocephalus – förekommer lokalt i Brasilien söder om Amazonfloden och nordligaste Bolivia
- Thamnophilus stictocephalus parkeri – förekommer i nordostligaste Bolivia (Serranía de Huanchaca i norra Santa Cruz)

## Levnadssätt
Mörkryggig myrtörnskata hittas i blandskog med täta snår av klängväxter med intilliggande ungskog. Den födosöker i undervegetationen upp till skogens mellersta skikt. Till skillnad från många andra tropiska tättingar verkar den inte slå följe med kringvandrande artblandade flockar.

## Status och hot
Arten har ett stort utbredningsområde, men tros minska i antal, dock inte tillräckligt kraftigt för att den ska betraktas som hotad. Internationella naturvårdsunionen IUCN listar arten som livskraftig (LC).